# Тори (Сијена)
Тори је насеље у Италији у округу Сијена, региону Тоскана.
Према процени из 2011. у насељу је живело 44 становника. Насеље се налази на надморској висини од 107 м.